# Ladamóc
Ladamóc (vagy Ladmóc, szlovákul: Ladmovce) község Szlovákiában, a Kassai kerület Tőketerebesi járásában.

## Fekvése
Királyhelmectől 25 km-re délnyugatra, a Bodrog jobb partján fekszik.

## Neve

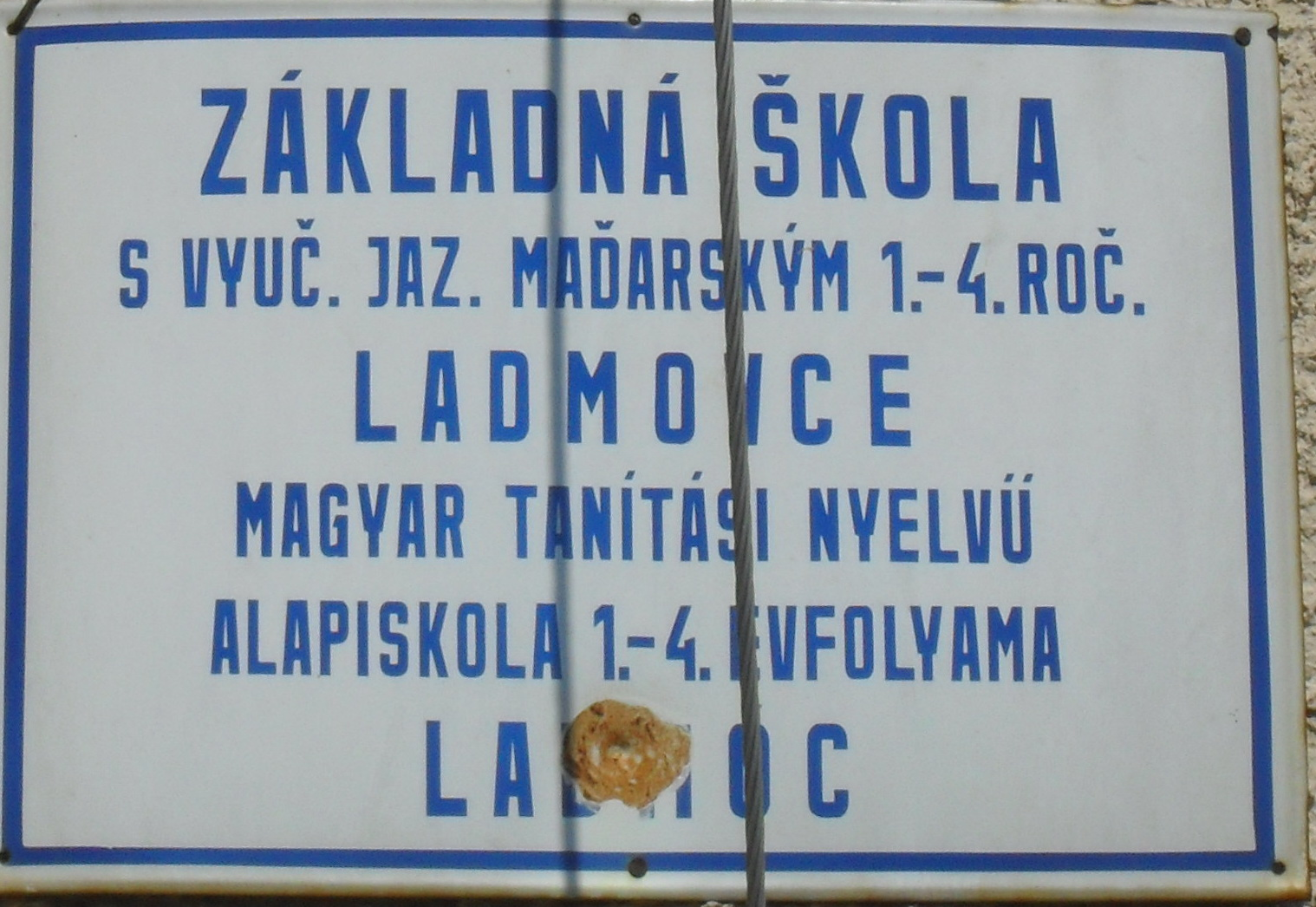
A volt alapiskola hivatali táblája a napjainkban használt Ladmóc névvel

A falu neve valószínűleg szláv személynévből ered (Ladislav, Vladislav stb.), de erre nincsen bizonyíték. A másnaposságot kísérő gyomorégésre a Bodrogközben ma is azt mondják: „Ég Lagmoc!” (A ladmóci mészégetés sokáig elterjedt hagyományára utal.) Bár a község utolsó hivatalos magyar neve (1938-1945) Ladamóc, a táblatörvény mellékletét alkotó listán a napjainkban általánosan használt Ladmóc néven szerepel.

## Története
A község területén már a kőkorszakban éltek emberek, a bükki kultúra emberének települését találták itt meg.
1298-ban „Ladamach” alakban említik először. Ez a középkori település nem a mai helyén, hanem attól 2 km-re feküdt és eredetileg mészégetők faluja volt. Neve „Ladmocz” alakban, a pápai tizedszedők 1332 és 1337 között készült jegyzékében is szerepel. 1583-ban birtokosa az Ibrányi család, melynek udvarháza állt itt. A 18. században az Almássy család birtoka. 1715-ben 7 lakatlan és 7 lakott háza volt. 1787-ben 75 házában 464 lakos élt.
A 18. század végén Vályi András így ír róla: „LADNÓCZ. Magyar falu Zemplén Várm. földes Ura G. Csáky, és több Uraságok, lakosai reformátusok, fekszik S. a. Újhelyhez 1 1/2 órányira, a’ Bodrog partyán egy része, másika pedig hegy oldalban, ’s szem látomást költekeznek a’ Bodrog partyán lévők, a’ hegy oldalra lakni, Bodrognak kártékony özönei miatt, két nyomásbéli határjának egy része lapos, vizenyős, mivel Bodrog vize egészen megkeríti, földgye jó, ’s minden veteményt meg terem, erdőjök középszerű, kevés réttye jó szénát terem, mész kővel bővelkedvén, többnyire mész égetésből élnek lakosai, bora meglehetős.”
1828-ban 71 háza volt 527 lakossal, akik mezőgazdasággal, mészégetéssel foglalkoztak. A faluban a mészégetés mellett nagy hagyományai vannak a borászatnak és a kőfejtésnek is.
Fényes Elek 1851-ben kiadott geográfiai szótárában így ír a faluról: „Lagmócz, régen Ladomuch, magyar falu, Zemplén vmegyében, a Bodrog jobb partján, Zemplénhez nyugotra 1/2 órányira: 44 római, 18 g kath. 384 ref. templommal, 169 h. szántófölddel, márvány-bányával, és mészégetéssel, szőlőhegygyel. A Bodrog áradásaitól sokat szenved. F. u. Klobusiczky, Szeghy. Ut. p. Ujhely.”
Borovszky Samu monográfiasorozatának Zemplén vármegyét tárgyaló része szerint: „Ladmócz, bodrogmenti magyar kisközség, körjegyzőségi székhely, 145 házzal és 826, nagyobbára ev. ref. vallású lakossal. Saját postája van; távírója és vasúti állomása Bodrogszerdahely. Innen vette nevét a Ladmóczy és előnevét a Sutha család. 1414-ben Ományi Demetert iktatják némely részeibe. Azután az Azaryak a földesurai, kik 1487-ben egyes részeket a Csicseri Oroszoknak zálogosítanak el. 1516-ban Csicseri Orosz Zsigmondot iktatják a zálogbirtokba és ugyanakkor Megyeri Erzsébet, Azary Imre és György, Pasa Balázs és Kasuhi György kapnak itt részeket, 1548-ban pedig Némethy Ferencz is. 1557-ben Makovitzky Györgyöt, egy évvel később Bejczy Jakabot és Sztropkóy Istvánt, 1563-ban Vékey Ferenczet, Soós Jánost, Kapy Ferenczet, Sólyom Pétert, Péchy Gáspárt és Cseley Jánost iktatják részeibe. 1570-ben Vékey Ferencz a maga részét leányának, Csapy Gergelynének hagyományozta. 1582-ben Plagay Ambrust és Szent-Ivány Györgyöt is birtokosai közé számítja. 1590-ben Ibrányi Ferencz, majd egy évvel ezután a Kéri Járay család, utána Körtvélyesy Eufrozina s 1592-ben a Rákóczyak bírják. Az 1598-iki összeírás 12 birtokosát sorolja fel s ezek a következők: Paczoth Ferencz, Rákóczy Ferencz, Sutha János, Fekete Péter, Anárcsy István, Ladmóczy György, Melith Pál, Kendy Lajos és Miklós, továbbá özv. Telegdy Jánosné, özv. Henselőczy Györgyné, özv. Daróczy András, Ferenczné és Pálné, Márk deák özvegye. Részeket szereznek itt: 1615-ben Girincsy István, 1629-ben 'Sennyey Sándor, 1635-ben Rákóczy András és Zékey Anna, 1641-ben Csicsery Ferencz és Noszvai Borbála, 1653-ban Keczer Ambrus, 1674-ben a Dessewffyek, 1685-ben Barkóczy Ferencz, 1686-ban a terebesi pálosok s 1711-ben a Kapy család. 1774-ben Klobusitzky István, 'Sennyey Imre és László, Almásy Mihály, Losonczy László, Lónyay Ferencz, Hancsovszky Ferencz, Balogh János, Tót Sámuel, Pilissy Imre, a Ramocsaházy család és az újhelyi pálosok a földesurai, a mult század elején pedig a pálosokon, a 'Sennyeyeken és az Almásyakon kívül a Lónyayak, a Pongrácz, Kazinczy, Begányi, Boda, Ilosvay, Szent-Ivány, Szent-Pétery, Kozma, Blohányi, Szombathy, Marossy, Hatvany, Bálpataky, Oláh, Benkő, Vályi, Gazdag, Szeghy, Jeney és Paksy családok. Most nincs nagyobb birtokosa. A község hajdan a Bodroghoz közelebb feküdt, melynek gyakori áradásai azonban a lakosokat az áttelepedésre kényszerítették. Ez esemény a mostani református templom építésének befejezése után, 1834-ben történt. A régi falu ősi templomának romjai még ma is láthatók. Dűlőnevei közül megemlítendők a Telek és Kasvár. Az utóbbihoz tatárjárás korabeli szájhagyomány fűződik. Ladmócz mészköveiből nagy környéken híres meszet égetnek.”
1920-ig Zemplén vármegye Sátoraljaújhelyi járásához tartozott, majd az újonnan létrehozott Csehszlovák államhoz csatolták. 1938 és 1945 között újra Magyarország része.

## Népessége
| Év:            | 1994. | 2004.   | 2014.   | 2024.   |
| -------------- | ----- | ------- | ------- | ------- |
| Emberek száma: | 389   | 356     | 325     | 305     |
| Eltérés:       |       | -8,48 % | -8,70 % | -6,15 % |

| Év:            | 2023. | 2024.   |
| -------------- | ----- | ------- |
| Emberek száma: | 306   | 305     |
| Eltérés:       |       | -0,32 % |

1880-ban 760 lakosából 732 magyar és 7 szlovák anyanyelvű volt.
1890-ben 768 lakosából 623 magyar és 26 szlovák anyanyelvű volt.
1900-ban 826 lakosa mind magyar anyanyelvű volt.
1910-ben 718 lakosából 711 magyar és 4 szlovák anyanyelvű volt.
1921-ben 688 lakosából 592 magyar és 3 csehszlovák volt.
1930-ban 796 lakosából 609 magyar és 19 csehszlovák volt.
1941-ben 877 lakosából 822 magyar és 4 szlovák volt.
1970-ben 671 lakosából 607 magyar és 50 szlovák volt.
1980-ban 505 lakosából 464 magyar és 40 szlovák volt.
1991-ben 413 lakosából 375 magyar és 32 szlovák volt.
2001-ben 348 lakosából 302 magyar és 33 szlovák volt.
2011-ben 337 lakosából 297 magyar és 36 szlovák volt.
2021-ben 307 lakosából 217 (+20) magyar, 1-1 cigány és ruszin, 78 (+10) szlovák, 1 egyéb és 9 ismeretlen nemzetiségű volt.

## Nevezetességei
- Református temploma 1826 és 1835 között épült klasszicista stílusban.
- A Bodrog holtága és a Ladoméri mocsár természetvédelmi terület.

## Neves személyek
- Itt hunyt el 1903. január 5-én Ujj István református lelkész, egyházi író.
- Itt született 1837-ben Füredi Ignác író, pedagógus. Füredi Mór ügyvéd, újságíró apja.
- Itt született 1925. október 3-án Polányi Imre történész, egyetemi professzor.
- Itt szolgált 1814-től Kovács János (1788-1855) református lelkész.
- Itt tanult Fejes István (1838-1913) református lelkész, konventi tag a Sárospataki Főiskolai algondnoka, a Tiszáninneni református egyházkerület püspöke 1910-től haláláig.

## Képtár

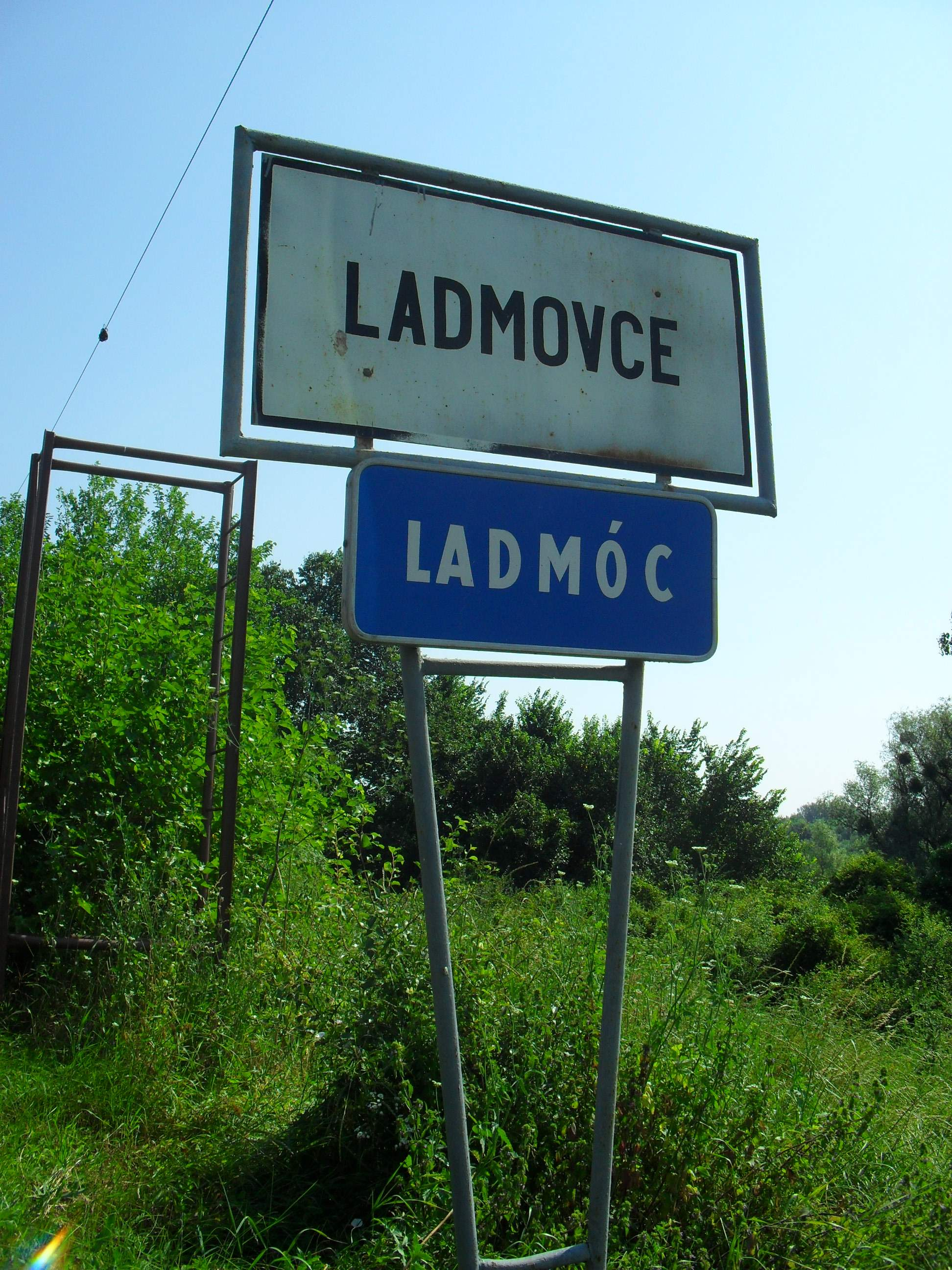
Kétnyelvű helységnévtábla
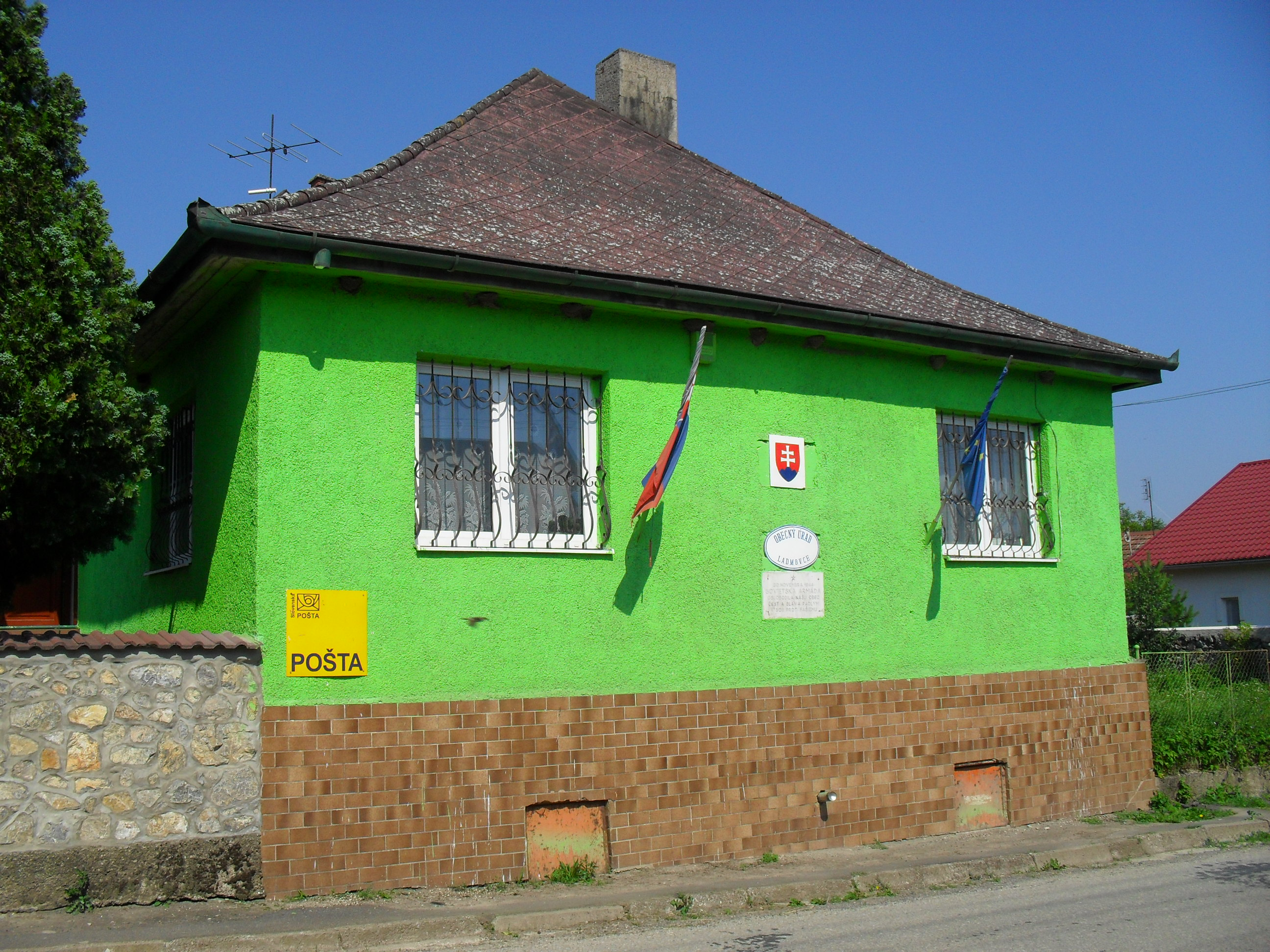
Községi hivatal
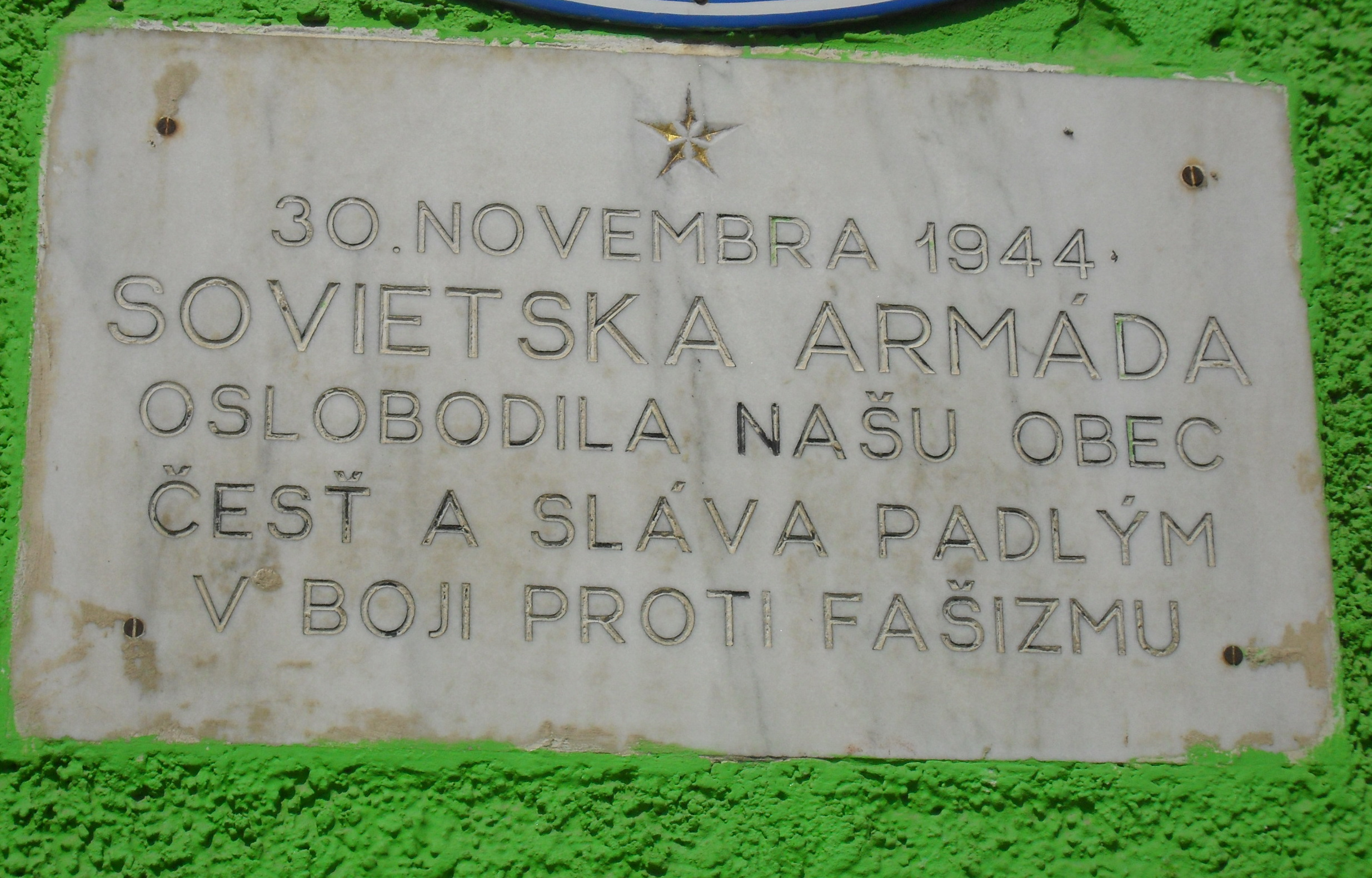
Felszabadulási emléktábla
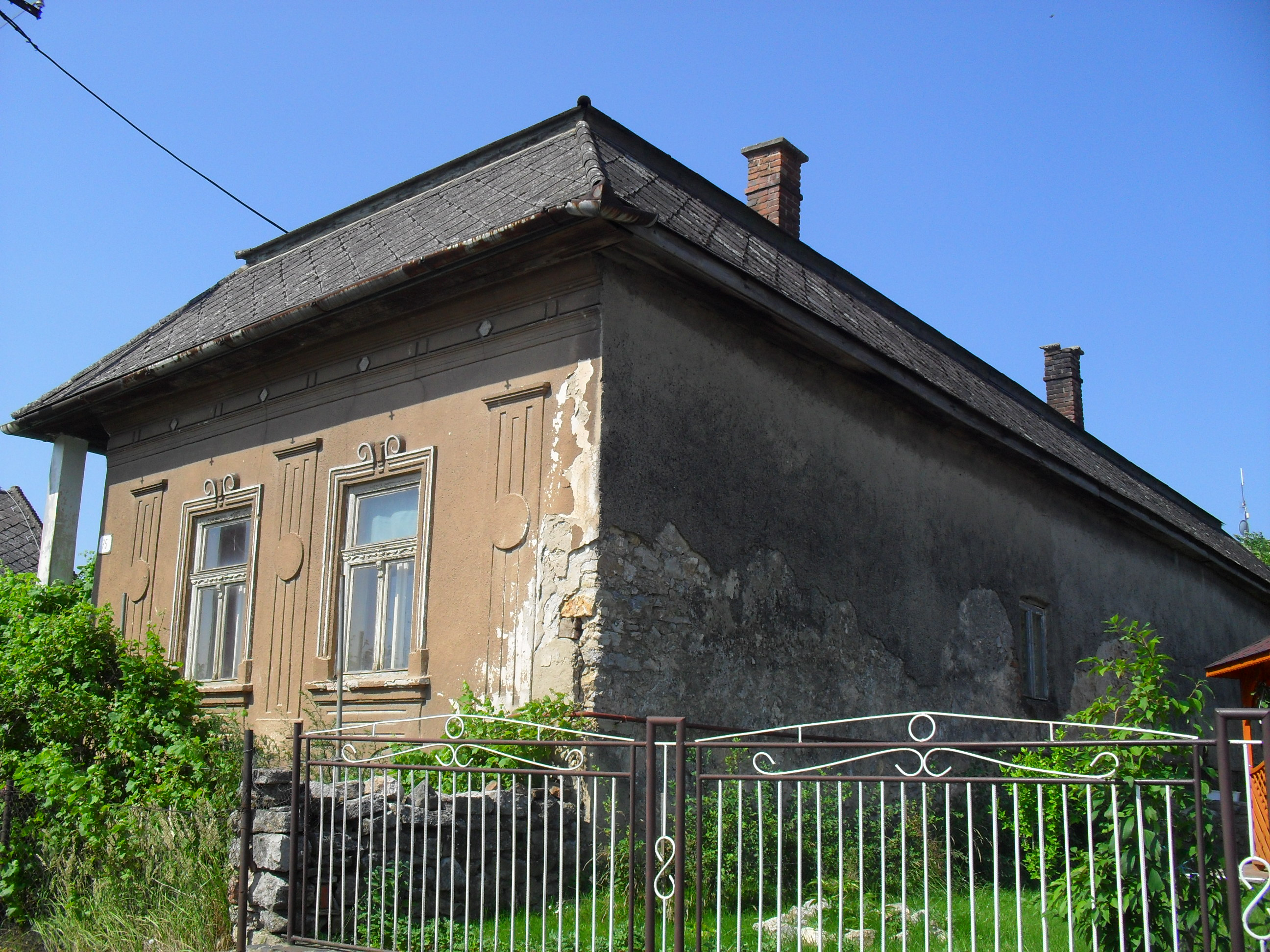
Régi ház a községben
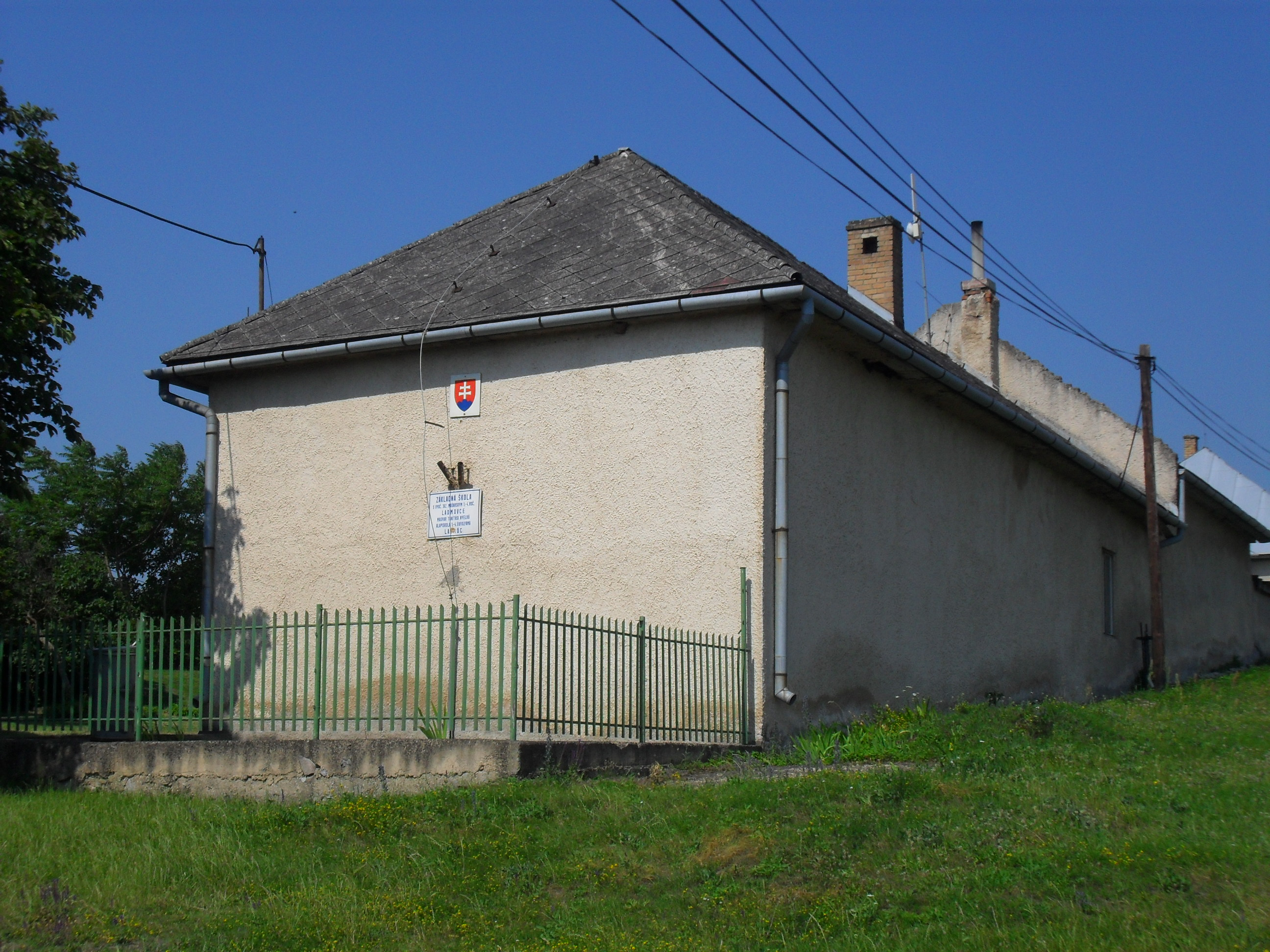
Volt alapiskola
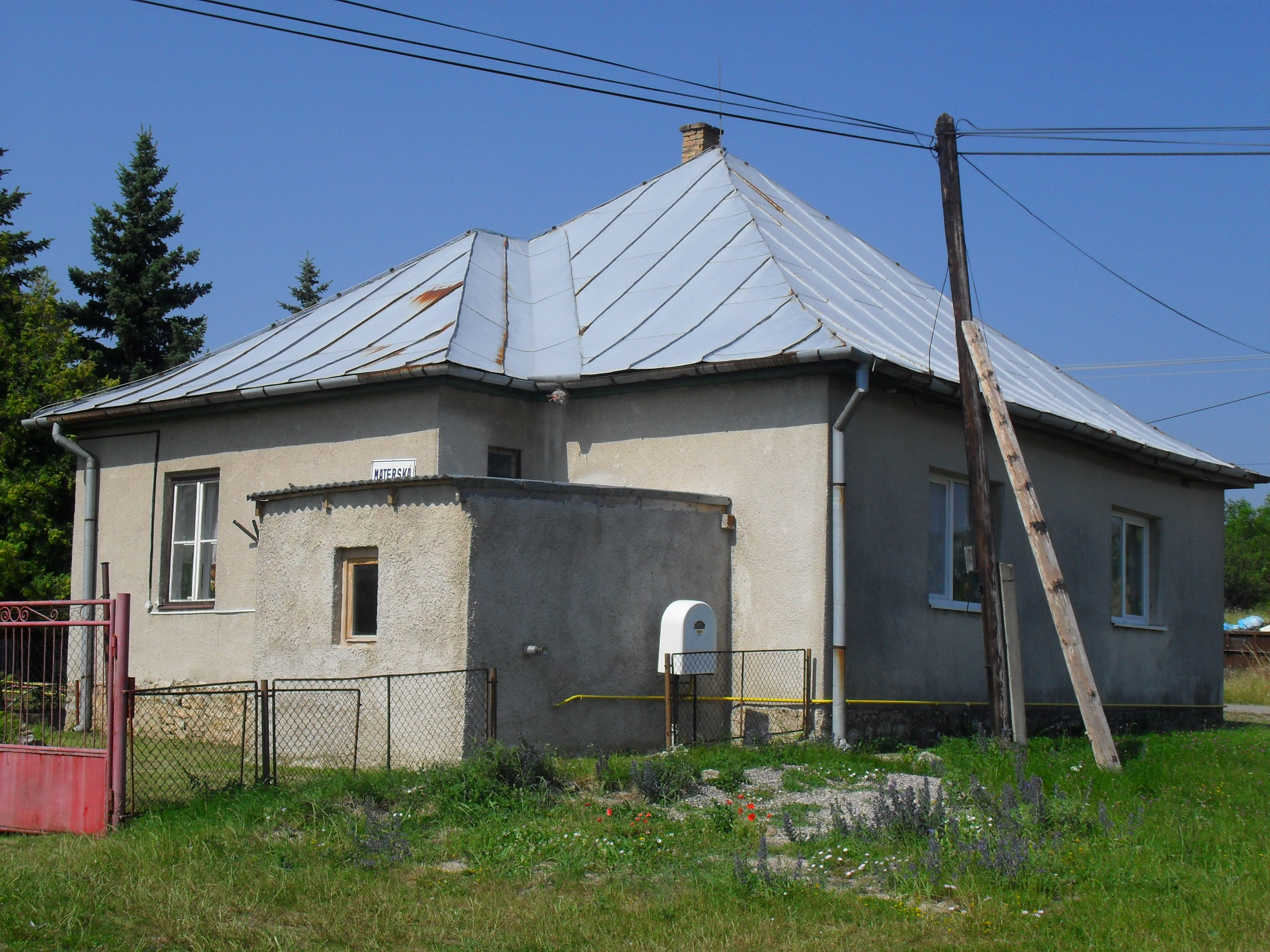
Óvoda
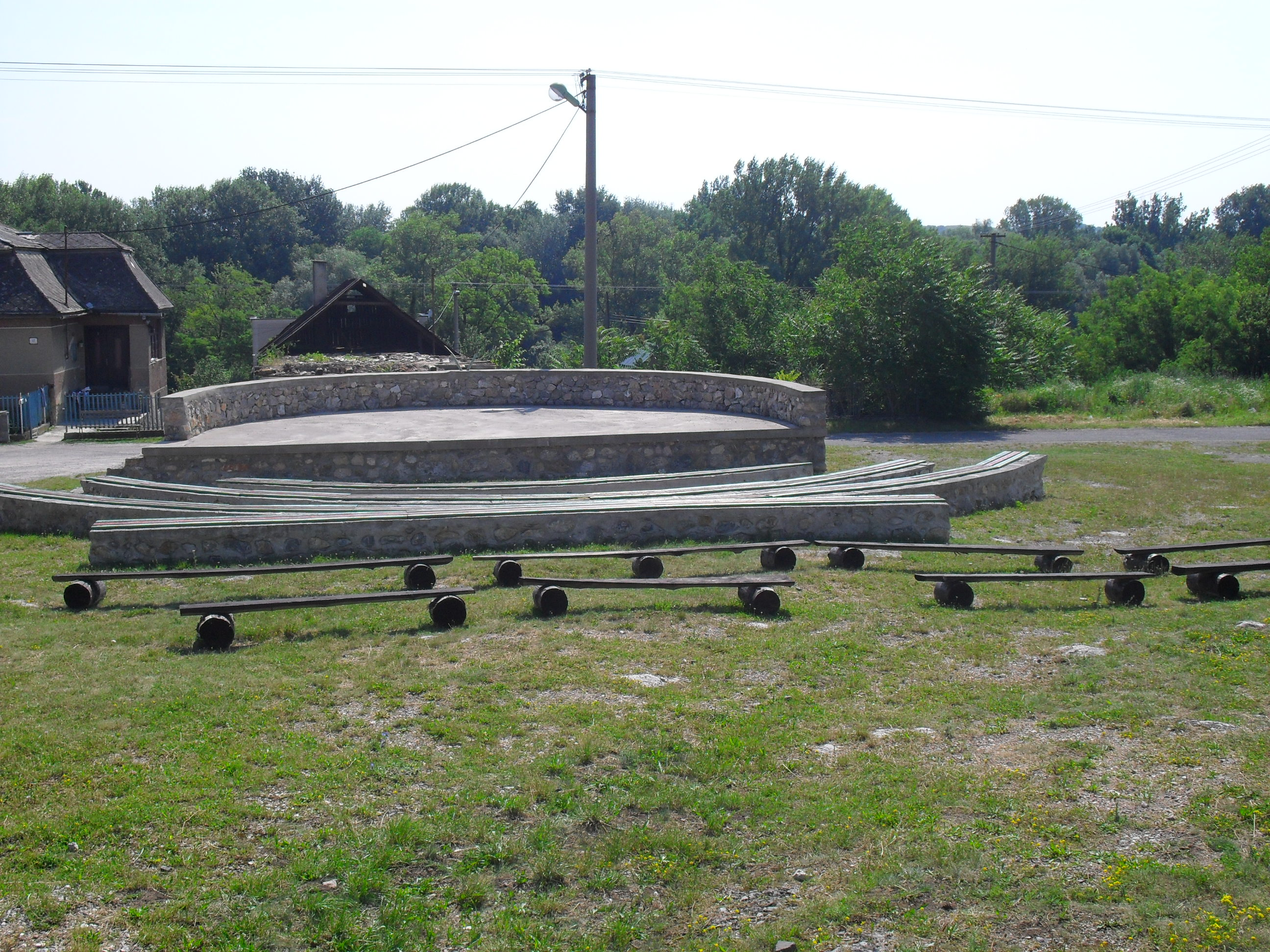
Szabadtéri színpad
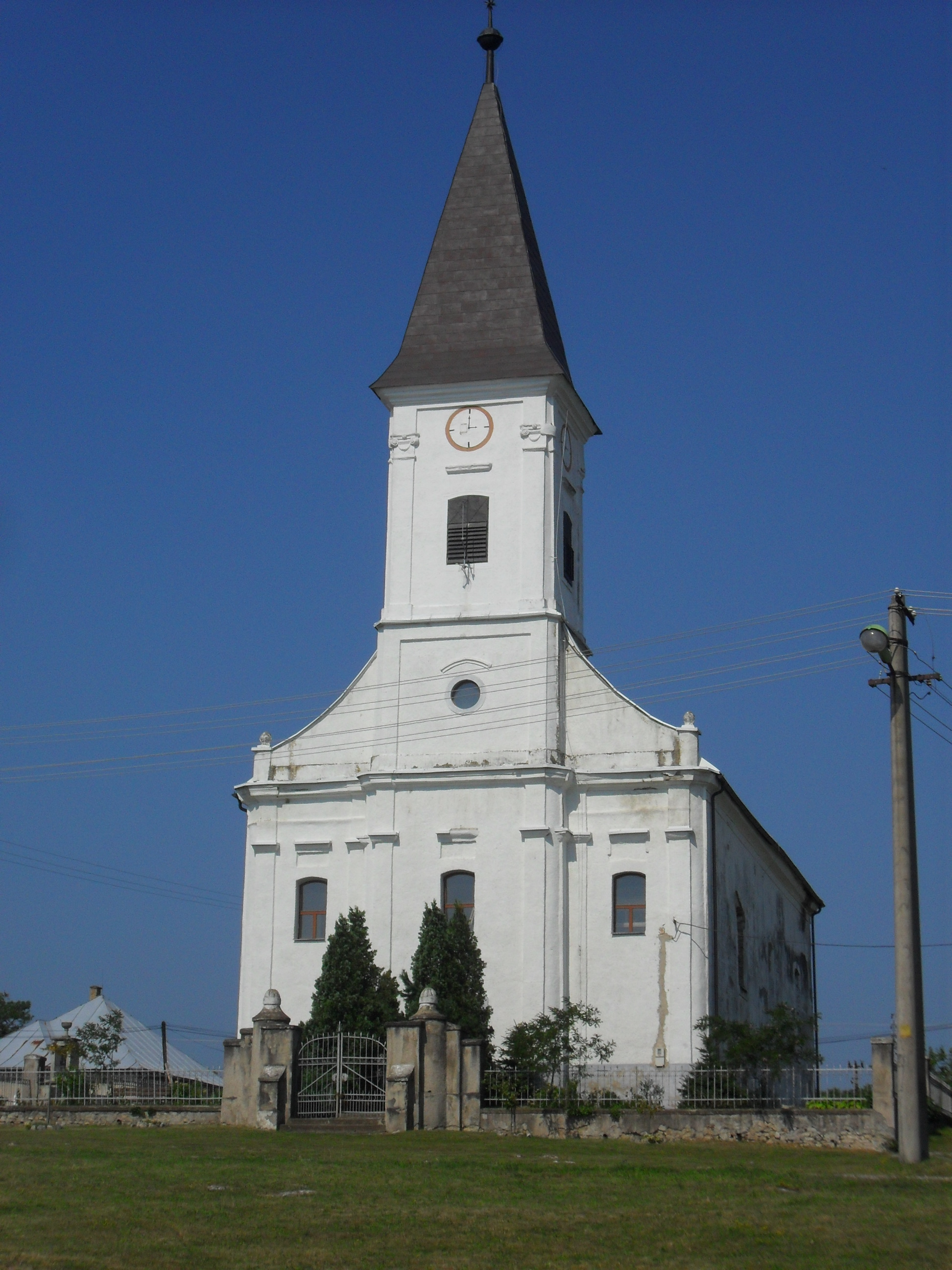
Református templom
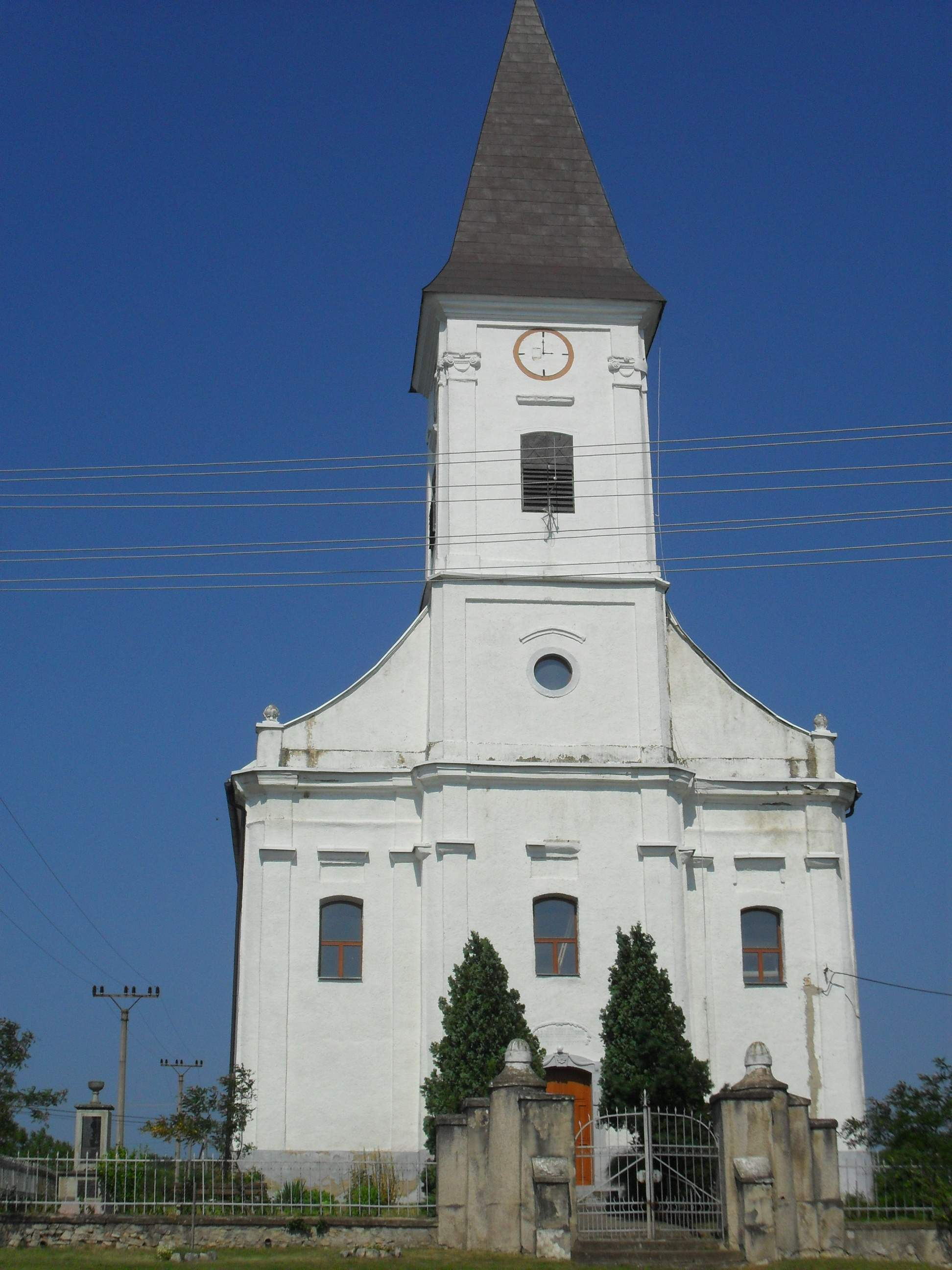
Református templom
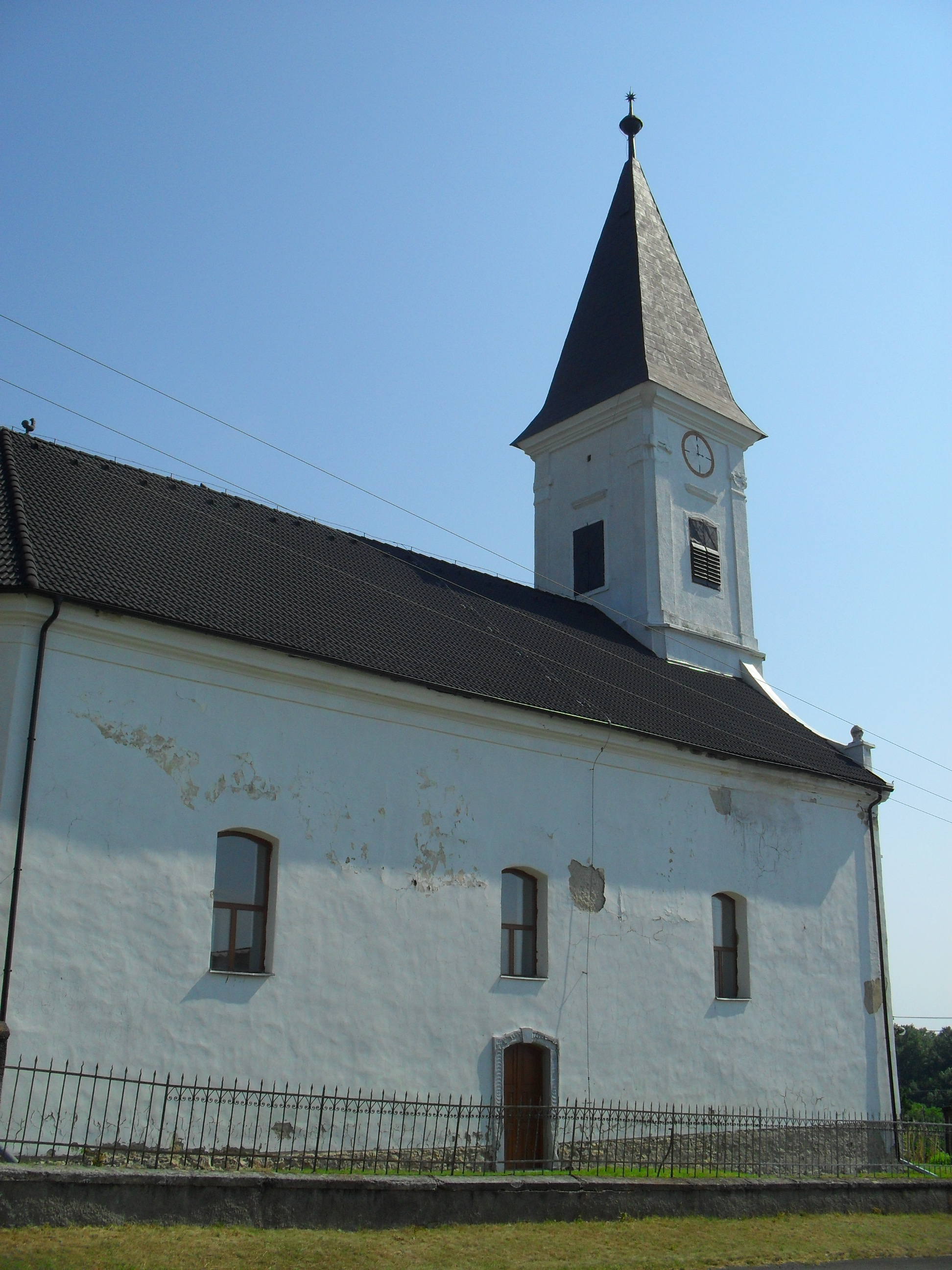
Református templom
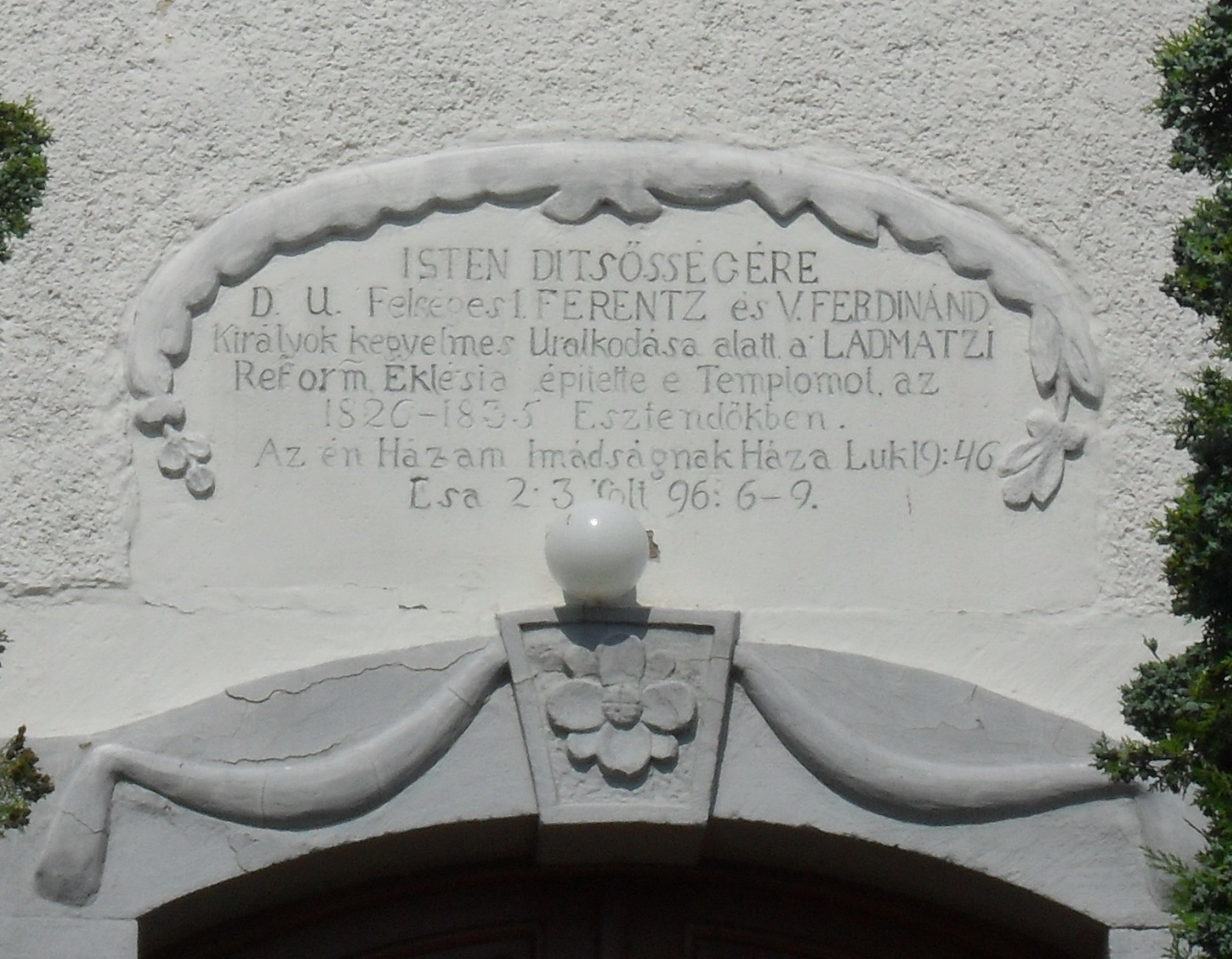
Református templom – részlet
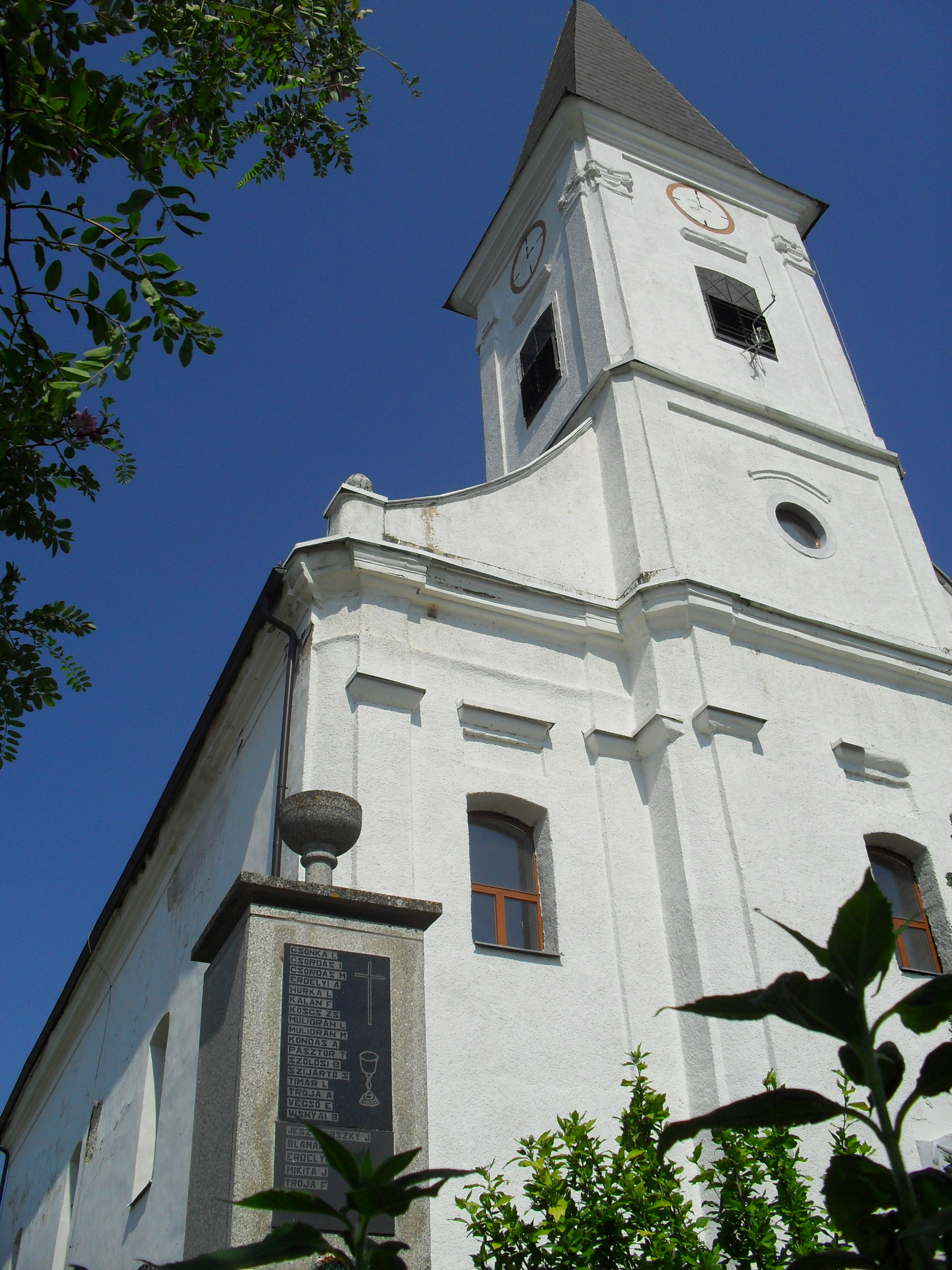
Református templom
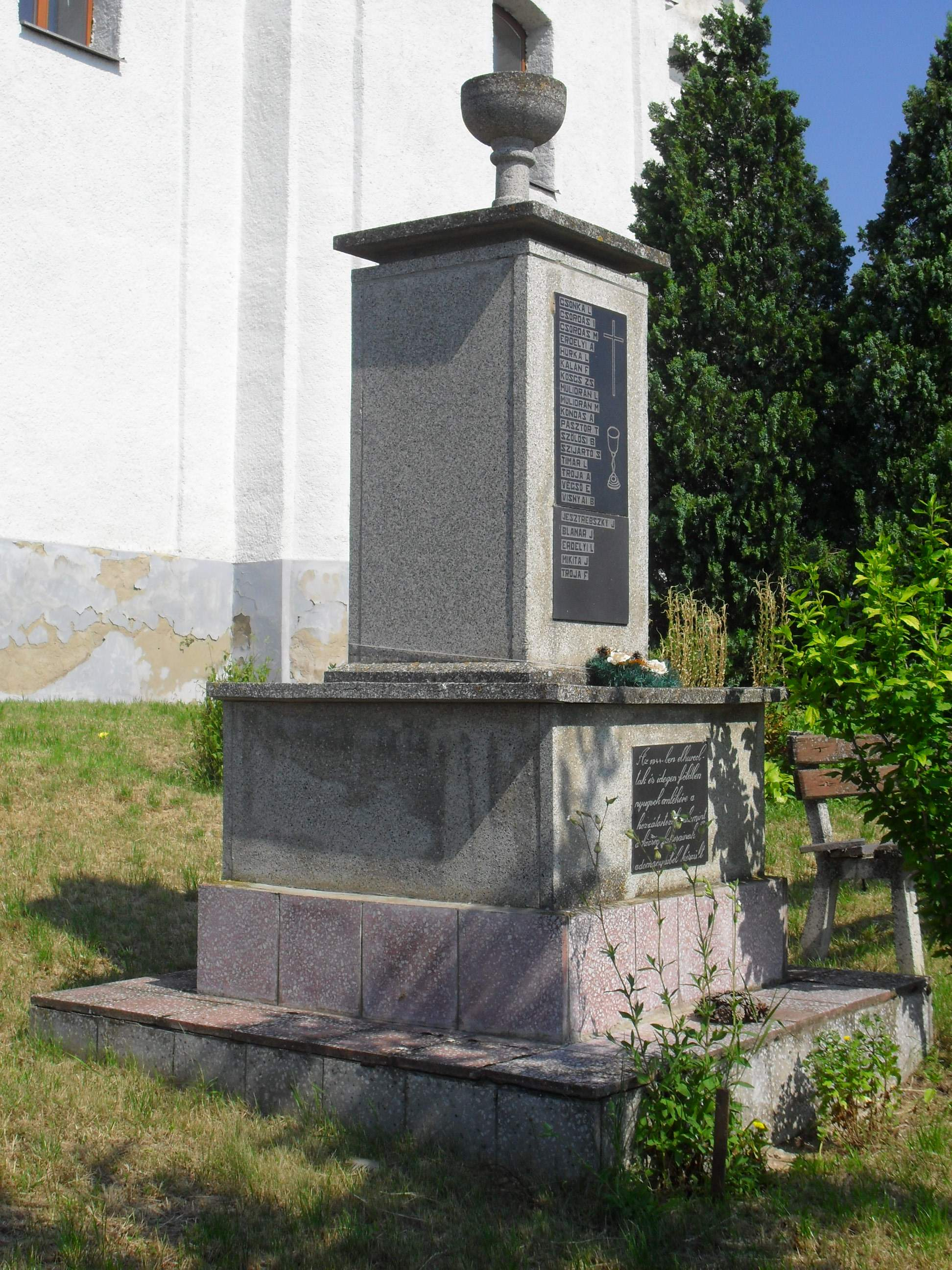
Világháborús emlékmű
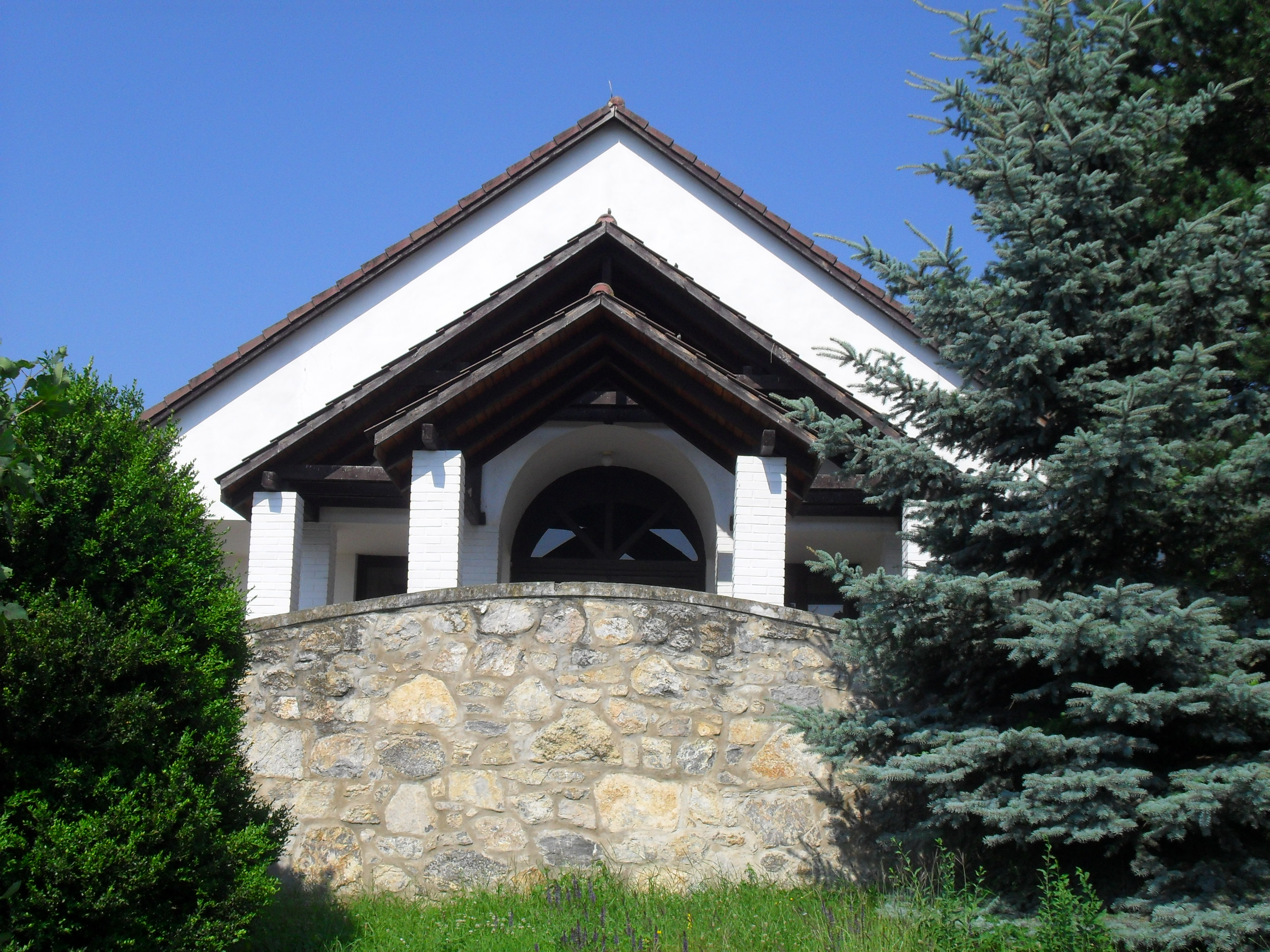
Temető
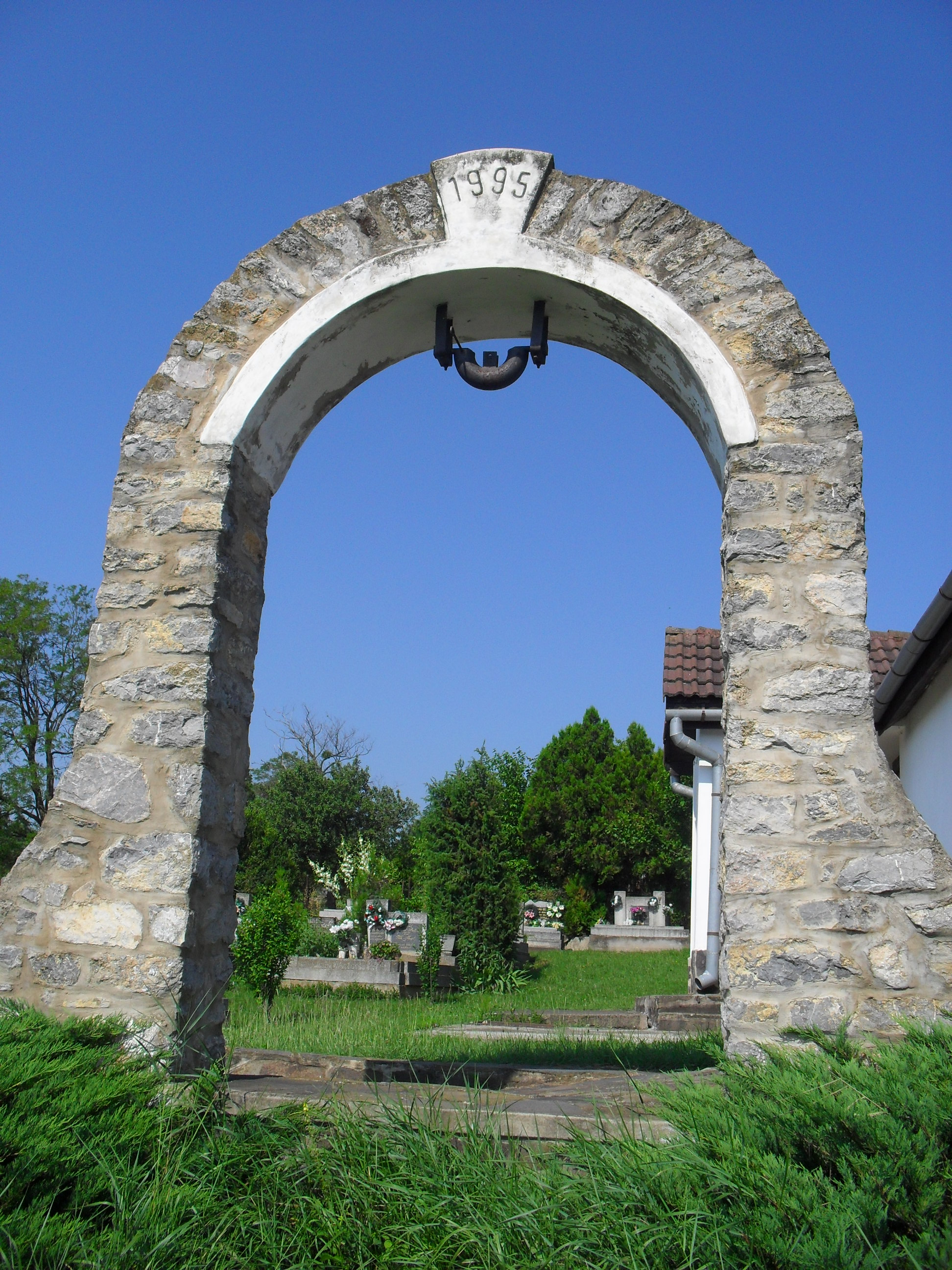
Harangláb a temetőben
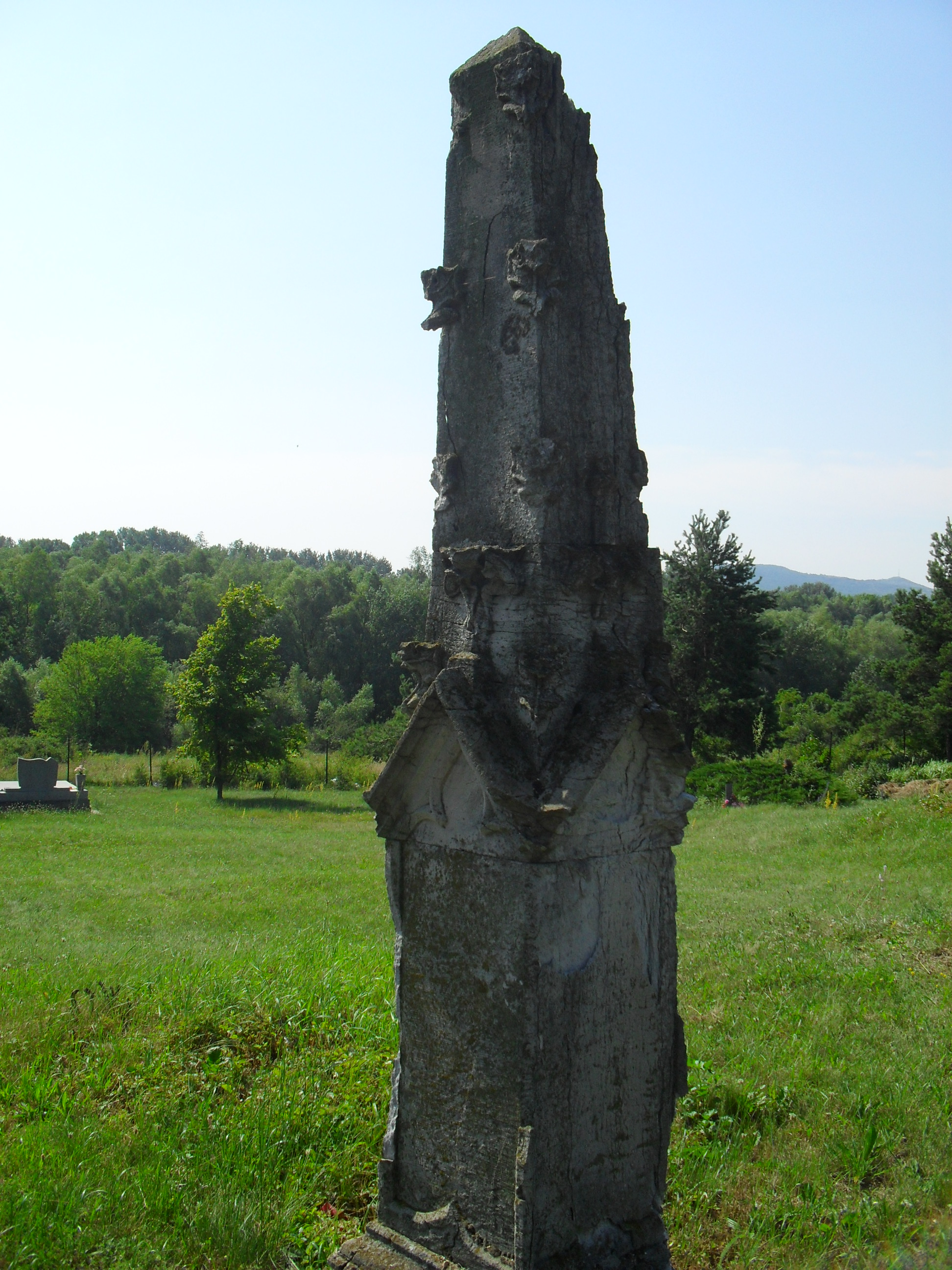
Régi síremlék a temetőben